# Vaccarizzo-Delfino
Vaccarizzo-Villaggio Delfino, più nota semplicemente come Vaccarizzo (Vaccarizzu in dialetto catanese) è una frazione della città di Catania, comune italiano capoluogo dell'omonima provincia.
Fa parte della VI Circoscrizione (San Giorgio Librino - San Giuseppe La Rena Zia Lisa Villaggio Sant'Agata).

## Geografia fisica
Vaccarizzo-Delfino dista 14,20 km da Catania, e sorge a 2 metri sopra il livello del mare.
Situata all'estrema parte meridionale del territorio del capoluogo etneo, confina a nord con la Collina Primosole, ad ovest con San Giuseppe la Rena e ad est è bagnata dal Golfo di Catania. Confina inoltre con i comuni di Lentini e Carlentini, facenti parte della provincia di Siracusa, rispettivamente ad est e a sud.
Il suo territorio comprende le contrade Vaccarizzo, Villaggio Delfino, Codavolpe e Primosole.

## Clima
Vaccarizzo presenta un clima mediterraneo tipico della costa orientale siciliana, con inverni miti e piovosi ed estati calde e secche. Le temperature invernali raramente scendono sotto i 10 °C, mentre durante l’estate possono facilmente superare i 35 °C, specialmente nei mesi di luglio e agosto. Le precipitazioni si concentrano tra l'autunno e l'inverno, mentre il periodo estivo è caratterizzato da lunghe giornate di sole e un’elevata umidità relativa, mitigata dalla brezza marina. La vicinanza al mare e alla foce del fiume Simeto contribuisce alla formazione di microclimi locali, con una maggiore umidità e presenza di nebbie mattutine durante i mesi più freschi.

## Storia
Feudo appartenuto alla famiglia catanese Bonajuto, nel 1696, il nobile Francesco Bonajuto lo donò per testamento ai frati del Convento di San Francesco d'Assisi di Catania. Dopo la sua morte, avvenuta nel 1710, gli eredi del Bonajuto avviarono una lite contro i Francescani per riottenere il possesso di Vaccarizzo, che si protrasse fino al XIX secolo.
Area agricola e boschiva fino ai primi del Novecento, a partire dagli anni Sessanta, la zona fu lottizzata e interessata dalla speculazione edilizia, con la realizzazione di abitazioni private e di stabilimenti balneari, questi ultimi collocati nella parte orientale.

## Monumenti e luoghi d'interesse
In queste frazioni vi è presente dal 2013 un luogo di culto cattolico, la Chiesa di Nostra Signora di Nazareth oltre Simeto.

## Cultura

### Istruzione
In contrada Codavolpe sorge una scuola di istruzione primaria, plesso distaccato di quella di Fontanarossa.

## Economia
Per la presenza di stabilimenti balneari e di case di villeggiatura, l'economia di Vaccarizzo si basa essenzialmente sul turismo. Ogni anno, in occasione della stagione estiva, sono oltre 6.000 le persone che vi frequentano.

## Infrastrutture e trasporti
La zona è regolarmente servita dai mezzi pubblici dell'AMT, e vi transitano gli autobus della linea 538.